# 락포트 뮤직
락포트 뮤직(Rockport music)은 매사추세츠주 락포드 (Rockport) 지역의 공연 예술 협회이다. 보스턴 지역과 메사추세츠 북부 해안가에서 다양한 장르의 음악과 예술 프로그램을 제공한다. 1981년, 락포드 챔버 뮤직 페스티벌 (Rockport Chamber Music Festival)로 설립되어 1995년부터 1717년까지 피아니스트 David Deveau가 이끌었다. 2017년, 바이올리니스트 Barry Shiffman이 예술 감독으로 임명되었다. 2010년 여름, 락포트 뮤직은 보스턴에서 북쪽으로 1시간 떨어진 대서양 연안에 the Shalin Liu Performance Center를 건립했다. 이 곳은 오랫동안 해변 관광 및 역사적으로 유명한 어촌이며 예술가들이 모이는 장소였다.

## 설립과 역사
락포트 뮤직은 1981년에 락포트 사업가 폴 실바와 함께 1994년까지 공동 예술감독으로 활동한 가수 레일라 데이스와 작곡가 피아니스트 데이비드 알퍼에 의해 12개의 실내악, 초기, 성악 시리즈인 락포트 챔버 음악제로 설립되었다.
그 후, 락포트 뮤직은 수많은 아티스트들을 선보였다. Andrés Diaz (cello), Garrick Ohlsson (piano) Richard Stoltzman (clarinet), Andrés Cárdenes (violin), David Leisner (guitar), Edwin Barker (bass) and Jordi Savall (viola da gamba), the Eroica Trio (piano, cello & violin), the Emerson Quartet, Borromeo, the Calder String Quartet, A Far Cry and the Canadian Brass. 등이 있다.
또한 레라 아우어바흐의 현악 사중주곡 3번 & 소나타 1번(Lera Auerbach’s String Quartet No. 3 & Sonata No. 1 for cello and piano), 첼로와 피아노의 엘레나 루르의 노래(Elena Ruehr’s Song of Silkie), 마크 하비의 락포트 블루스(Mark Harvey’s Rockport Blues), 존 하비슨의 아부 그라이브(John Harbison’s Abu Ghraib), 브루스 아돌페의 죽음의 속삭임(Bruce Adolphe’s Whispers of Mortality), 스콧 휠러의 그랜라이트(Scott Wheeler's Granite Coast) 등 다수의 작곡을 의뢰하고 초연했다.

## 공연 센터와 확장
1981년 첫 축제 이후 락포트 뮤직의 콘서트는 락포트 예술 협회가 Hibbard와 Maddocks 갤러리에서 주최했다. 2008년 예술감독 데이비드 드보, 신탁위원회 등의 안내로 2010년 6월 여름방 음악제를 위해 문을 연 Rockport Music’s new Shalin Liu Performance Center가 건립되었다. 이 새로운 시설은 약 330개의 좌석을 제공하며, 3층에는 급식용 부엌이 완비되어 있다. 그 시설은 미국 장애인법을 준수하고 있다. 락포트 샌디베이가 내려다보이는 2층 창문 앞에 세워진 콘서트 무대는 지상과 발코니 좌석에서 볼 수 있다.

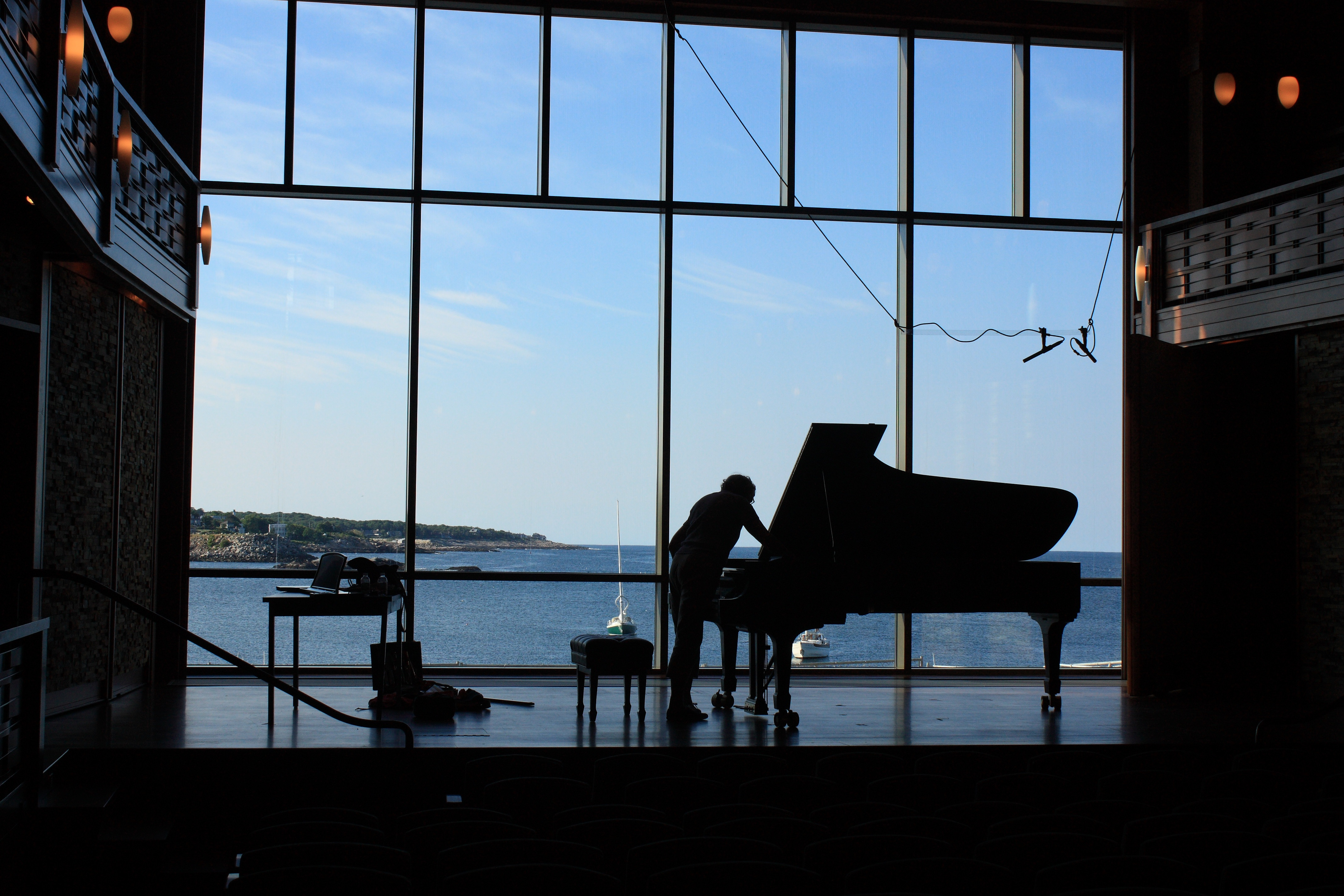
공연 센터 스테이지와 중앙 창문(The Performance Center stage and main window)

이 공간의 디자인은 건축가 앨런 조슬린과 데보라 엡스타인, 엡스타인 조슬린 건축가(캠브리지, MA), 키르케고어 어소시에이츠(시카고)의 R. 로렌스 키르케고르의 합작품이다. 조슬린과 키르케고르도 다른 프로젝트 중에 있음에도 탕글우드의 오자와 홀에 협력했다. 뉴잉글랜드의 수많은 역사적 건물에서 일해온 컨시글리 건설에 의해 건설이 진행되었다.
또한 2008년에, 이 단체는 점차적인 임무와 활동의 확장을 반영하기 위해 락포트 음악으로 개칭되었다: 락포트 챔버 음악 축제는 12개에서 24개의 콘서트로 성장했다. 2010년 샬린 류 퍼포먼스 센터가 문을 연 이후 락포트뮤직은 미도리, 피아니스트 러셀 셔먼, 스코틀랜드식 바이올린 연주자 한네케 카셀, 재즈 전설의 데이브 브루벡, 포크락커 로저 맥긴, 재즈 싱어 커트 엘링, 락포트 자신의 폴라 콜 등 매년 다양한 아티스트들을 선보이고 있다. 퍼포먼스 센터는 또한 고품질의 시청각 시스템을 갖추고 메트로폴리탄 오페라와 국립 극장의 HD 방송을 진행하며, 무성영화 노스페라투와 메트로폴리스의 라이브 음악 반주를 상영하는 등 특별한 영화 이벤트를 개최하고 있다.

## 같이 보기
- 보스턴 교향악단